# Zakmes

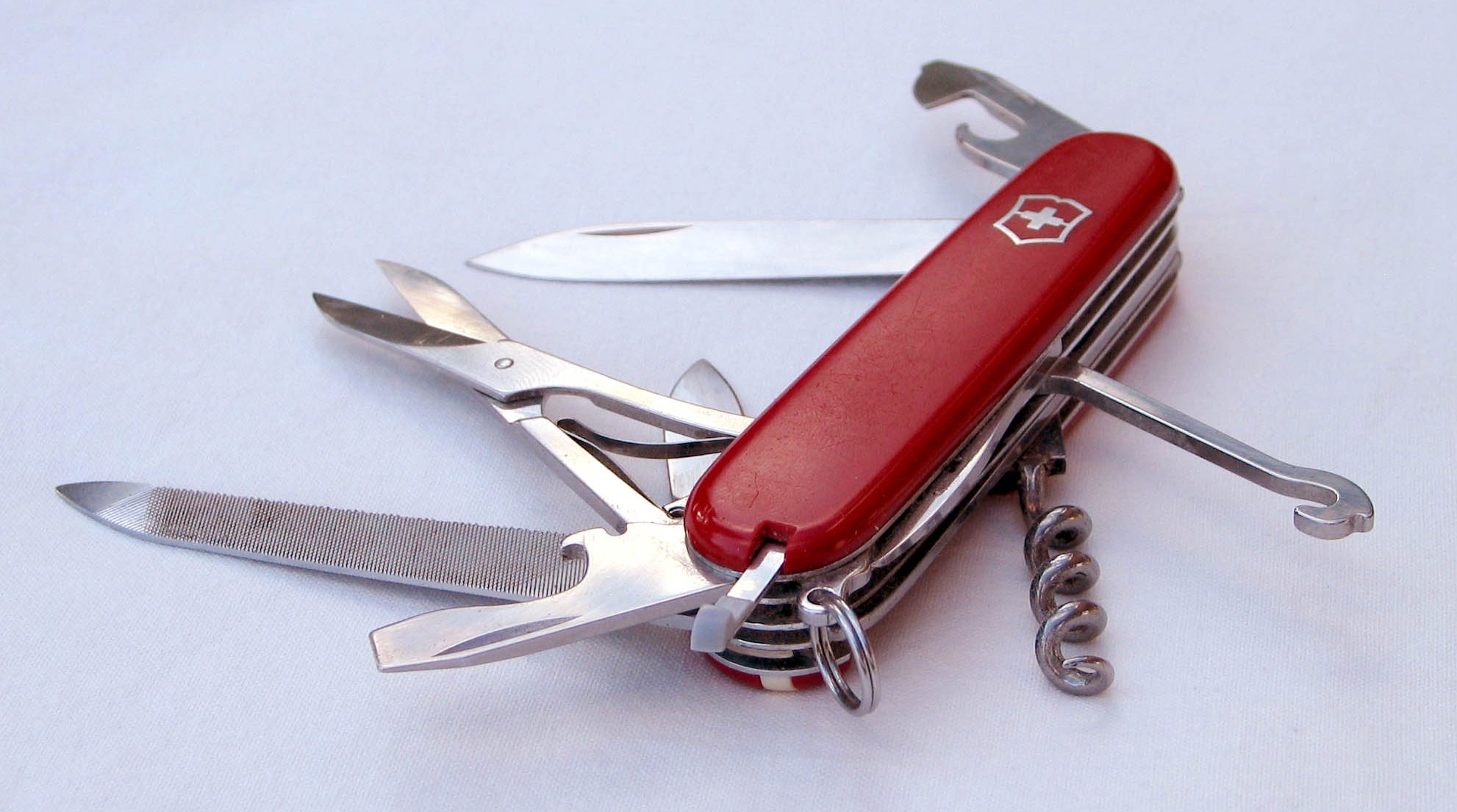
Zwitsers zakmes

Een zakmes (of pennenmes) is een relatief klein, inklapbaar mes, meestal in de orde van grootte van 8 tot 13 cm. Het is klein genoeg om in een zak te kunnen worden gedragen, vandaar de naam. Zakmessen zijn veelzijdige hulpmiddelen, en kunnen gebruikt worden voor het openen van een envelop, het snijden van een voorwerp, tot het schillen van een appel.
Een populaire uitvoering van het zakmes is het Zwitsers zakmes, dat voorzien is van extra functies, zoals een kurkentrekker, schroevendraaier, blik- en flesopener, priem, vijl of zaag. Enkele modellen hebben zelfs een ingebouwde USB-stick, hoogtemeter of een klokje.
Sommige zakmessen zijn voorzien van een vergrendeling om het risico van dichtklappen tijdens het snijden te vermijden.
De multitool is een uitgebreider opvouwbaar stuk gereedschap, waarbij de combinatietang de hoofdvorm bepaalt.
Een zakmes met een dubbel handvat heet vlindermes.

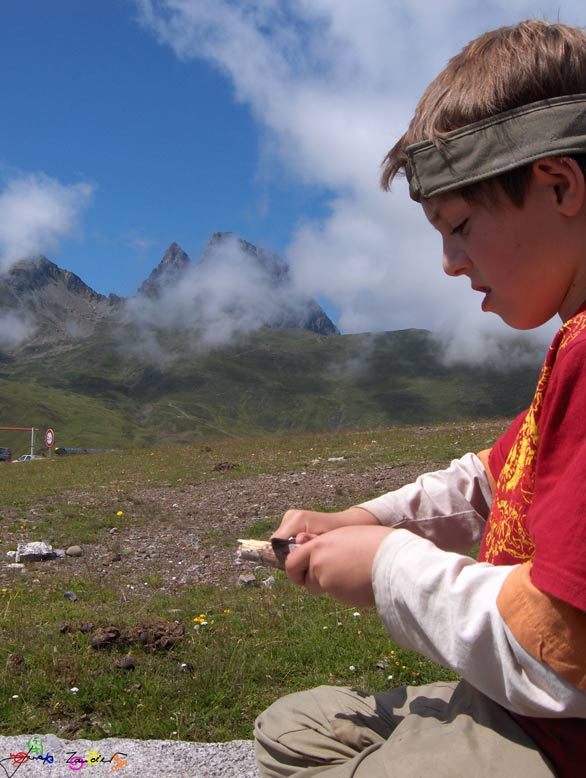
Om risico te vermijden snijd je van je af met een zakmes met vergrendeling.

## Film
- Zie Het Zakmes voor de Nederlandse film uit 1992 met Olivier Tuinier en Verno Romney.